# Titularbistum Attaea
Attaea (ital.: Attea) ist ein Titularbistum der römisch-katholischen Kirche.
Es geht zurück auf einen untergegangenen Bischofssitz in der antiken Stadt Attaia, die in der römischen Provinz Asia (heute westliche Türkei) lag. Der Bischofssitz war der Kirchenprovinz Ephesos zugeordnet.
| Titularbischöfe von Attaea |                              |                                           |                   |                   |
| Nr.                        | Name                         | Amt                                       | von               | bis               |
| 1                          | Fortunado Devoto             | Weihbischof in Buenos Aires (Argentinien) | 2. September 1927 | 29. Juni 1941     |
| 2                          | Eduardo Martinez González    | Weihbischof in Toledo (Spanien)           | 29. März 1942     | 14. Dezember 1950 |
| 3                          | Vitale Bonifacio Bertoli OFM | Apostolischer Vikar von Tripolis (Libyen) | 5. April 1951     | 10. März 1967     |